# 山村武寛
山村 武寛（やまむら たけひろ、1995年5月28日 - ）は、日本の男性プロレスラー、音楽プロデューサー、DJ。大阪市大阪府出身。血液型A型。

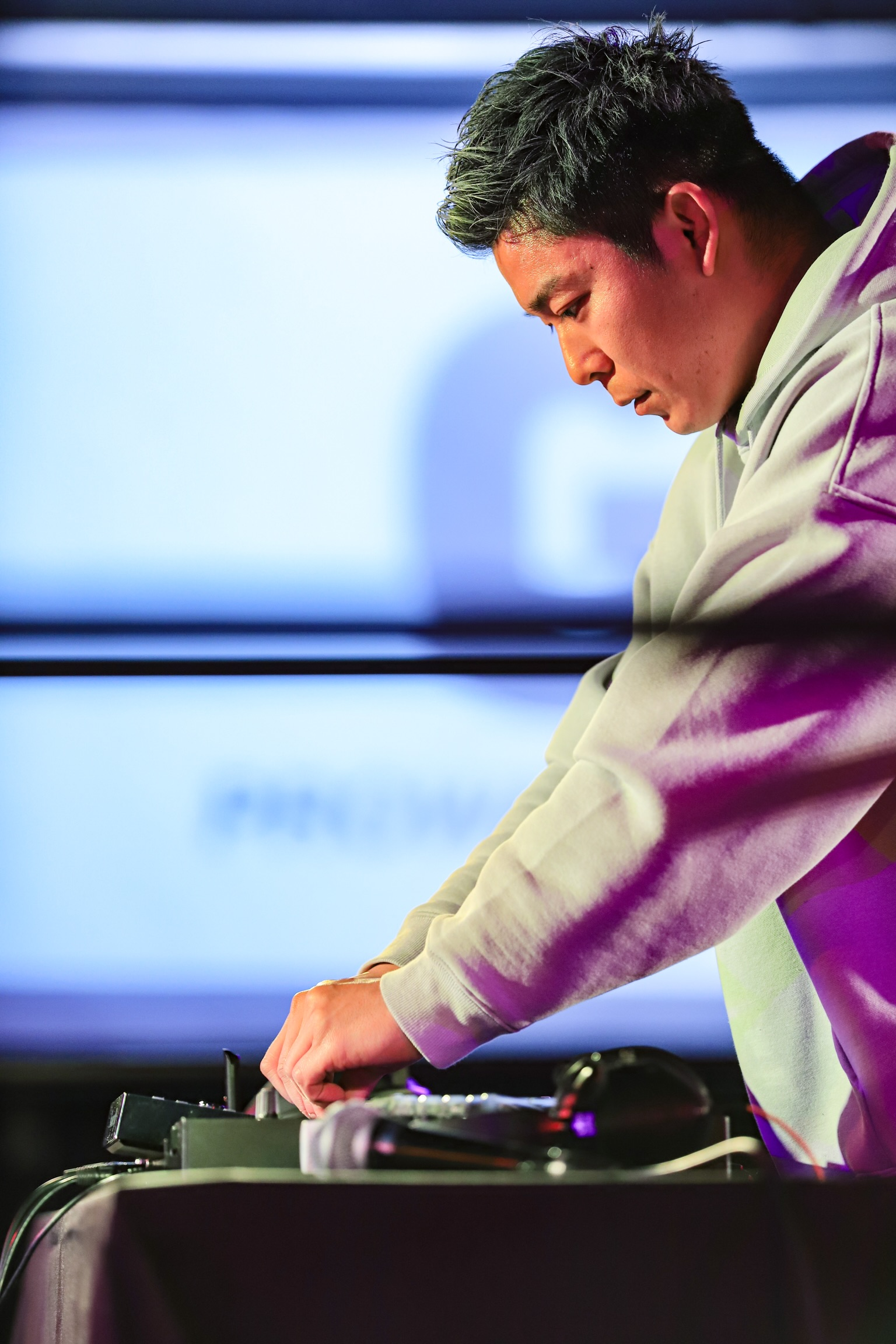
2023.02.15 GLEAT新宿FACE大会 山村武寛選手

## 経歴
小学校から高校まで野球をしており、大阪府の強豪である桜宮高等学校では1年生からベンチ入り。二塁手のレギュラー。。プロ野球選手になることが夢だったが、プロレスを見てからその熱が逆転してプロレスラーを目指すようになった。

### DRAGON GATE
- 2015年9月11日、DRAGON GATEふれあいキューブ多目的ホール大会の対石田凱士戦でデビュー。
- 2017年10月1日、DRAGON GATE博多スターレーン大会の試合中にアクシデントから救急搬送されて頚椎振盪により、長期欠場となる。後に第一頸椎第二頸椎の脱臼と判明。

### #STRONGHEARTS
- 2018年5月7日、株式会社ドラゴンゲートの代表にCIMAが就任して中国上海市を中心とした海外事業を展開することになり、CIMA、T-Hawk、エル・リンダマンと共にDRAGON GATEを退団。海外を中心に活動し日本での出場機会は不定期になることが発表された。
- 12月15日、DRAGON GATE京都KBSホール大会での対エル・リンダマン戦にて1年2ヶ月ぶりに復帰。DRAGON GATEへの参戦はこれで一区切りとなり、以後はCIMA率いる「#STRONGHEARTS」の一員として、上海に本拠を置くOWE及び国内各団体を中心に参戦。

### フリー・長期再欠場
- 2019年4月3日、WRESTLE-1後楽園ホール大会での試合中に頭部から落下、救急搬送され第三頸椎第四頸椎の脱臼の為、再度欠場することとなった[2]。
- 2021年3月12日、自主興行「ACTION MAX!」新宿FACE大会にて、CIMAを含める#STRONGHEARTSの4名がGLEAT入団を発表するが、山村はレスラー活動休業中のためフリーの入江茂弘と共に所属はしなかったが、ユニットメンバーとして継続する。
- #STRONGHEARTSが参加する興行のスタッフとして活動する中、幼少期よりエレクトーンで磨いた音楽センスを武器に2回目の欠場後より音楽活動DJを本格的に開始。個人のライブ配信サイトなどで定期的に披露し有名ナイトクラブのレジデントDJにまで就任した。全国から150組を超える応募の中から1年間に渡り若手DJ no.1を決めるDJ-1 PROJECT SEASON1にて3位に輝いた。西日本最大級音楽フェスのMUSIC CIRCUSには2021年にサブステージ、2022年にはメインステージにてパフォーマンスし数々のアーティストと共演した。その他KAAZE,Lucas&Steve,Da Tweekazなど数々の世界的な海外アーティストジャパンツアーの前座も務めるなど、今最も注目すべき若手DJアーティストの1人となった。プロレス興行にも新たにDJ文化を取り入れて、#STRONGHERTS興行、木村花メモリアル興行、GLEAT興行などでオープニングDJを担当するようになり独自の路線でプロレスと音楽を他方面へ浸透させた。[3]。DJ-1 PROJECT SEASON1に出場したメンバーで結成されたアーティストチームCREW5でも、過去大阪公演や東京公演など定期的にイベントを開催し、どれも成功を収めるなどプロデューサーとしての一面もある。
- 12月30日、GLEAT Ver.2TOKYO DOME CITY HALL大会のメインイベント、#STRONG HEARTSとBULK ORCHESTRAのイリミネーションマッチにて、試合終盤からBULK ORCHESTRA側のセコンド・退場選手による介入により#STRONGHEARTSが不利な状況となった際、山村が介入しスターダストプレスを決める。最後の一人であったエル・リンダマンの勝利へ貢献した[4]。

### GLEAT
- 2022年5月18日、5月1日付でGLEAT所属（選手契約）となったことを発表。第二頸椎から第四頸椎までの怪我が完治。残る第一頸椎の脱臼を治すべく2022年7月に手術を行った。2023年1月に再度手術。同年12月30日に復帰することが決定。ドラゴンゲート同期入門でお互いのデビュー戦の相手である石田凱士相手に復帰戦を行った。

## 得意技
スターダストプレス
スワントーンボム
セントーンアトミコと同型。
フィッシャーマンドライバー
カサドーラドライバー
バズソーキック
仰向けになった相手の上半身を起こして相手の左側頭部を振り抜いた右足の甲で蹴り飛ばす。
各種キック
変形アキレス腱固め
2017年のKOGではこの技でCIMAからギブアップ勝ちしている。